# دهستان دشتخاک
دهستان دشت خاک نام دهستانی در بخش مرکزی شهرستان زرند، استان کرمان در ایران است. براساس سرشماری مرکز آمار ایران در سال ۱۳۸۵، جمعیت آن ۴۰۶۰ نفر (۱۰۴۲ خانوار) بوده‌است.